# Phyllobates lugubris
Phyllobates lugubris es una especie de anfibio anuro de la familia Dendrobatidae. Es considerada poco venenosa.

## Distribuciòn geográfica
Se encuentra desde el sudeste de Nicaragua hasta el oeste de Panamá, sólo en la vertiente caribeña.